# 武汉大学国学院
武汉大学国学院是武汉大学的一个学院，位于主校区，创建于2010年。国学院的成立使得武汉大学成为中国国内少数拥有国学完整培养体系的大学。武汉大学国学院由武汉大学文学院、哲学学院和历史学院共同组建。珠峰计划组成部分，直接负责武汉大学弘毅学堂国学班的教育工作。

## 本科
国学院本科专业可溯源至2000年开始设立的国学本科试验班。
武汉大学国学院本科教育主要致力于为从事国学研究人才打下良好的功底。从经学、小学等各个领域入手，培养多位一体的本科人才。
主要开设：古代汉语、国学概论、四书研读、四部要籍概论、老庄研读、诗经研读、史记研读、古文献学、音韵学、训诂学、《说文》导读、中国佛教史、文字学、西方哲学史、西方史学史、西方文学和文化等课程
国学院学生必修日语，为第二外语。
本科生配备良好的师资力量和教学资源，鼓励学生阅读原典，诵读原典。并组织学生每年端午在东湖祭屈原，秋季在武汉大学图书馆祭奠孔子，在校园里和社会上都产生了积极影响。

## 研究生
2007年底，武汉大学增设了国学专业的硕士与博士，2008年上报国务院学位委员会，2009年开始正式招生。

## 现任领导
院长：郭齐勇教授。
1947年10月出生，湖北武汉人，儒学专家，哲学博士，国家级教学名师。武汉大学中国传统文化研究中心副主任、孔子与儒学研究中心主任。
主要社会兼职有：国务院学位委员会哲学学科评议组成员，教育部高等学校哲学学科教学指导委员会副主任，国际儒学联合会理事暨学术委员，中国哲学史学会副会长，中华孔子学会副会长，湖北省哲学史学会会长。
副院长：
吴根友教授（武汉大学哲学学院院长）
徐少华教授（历史学院教授、历史地理研究所所长，历史学院学术委员，简帛研究中心兼职教授；）
于亭教授（文学院副院长）